# Palazzo Lapi
Palazzo Lapi è un edificio di Firenze, situato in via Michelangelo Buonarroti 13, davanti al Centro e museo didattico nazionale. 

## Storia e descrizione

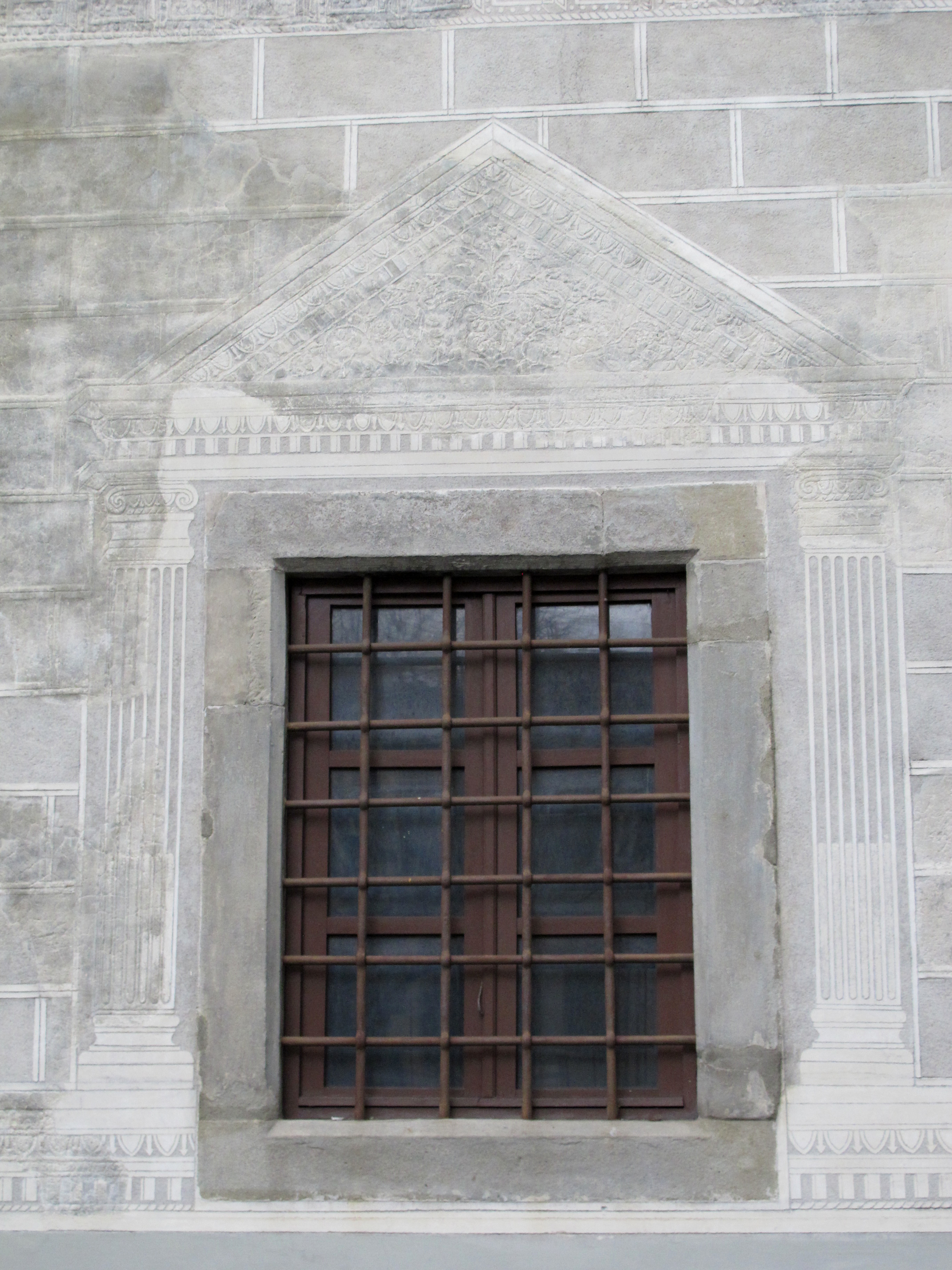
Graffiti

In quest'area insistevano agli inizi del Quattrocento due case della famiglia degli architetti Fioravanti che, nel 1452, vendettero le proprietà a Tommaso Lapi, al quale si deve la riunificazione dei fabbricati e, in sostanza, l'edificazione del palazzo nelle attuali forme. Dalla famiglia Lapi l'edificio passò nel 1563 ai Simoni, da questi alle suore di San Martino a Maiano (1595) e quindi trasmesso ai frati di Santa Croce (1688). 
Alla metà del Settecento appartenne a Bartolomeo Corsini, e ancora nel 1834 è segnalato come del principe Tommaso Corsini. La letteratura annota tuttavia molti altri passaggi di proprietà, che lo indicherebbero nel 1812 come dei Luvisi, nel 1916 dei Redi, nel 1934 dei Camiciotti. 
Nel 1940 venne espropriato dal Comune di Firenze con la denominazione di palazzo Coppi (Cocchi?), nell'ambito del progetto di risanamento del quartiere di Santa Croce, senza che tuttavia si giungesse alla sua distruzione, essendo stato nel frattempo sottoposto a vincolo architettonico. Nel corso dei vari passaggi di proprietà l'edificio aveva in realtà perso le caratteristiche originarie fino al radicale restauro condotto nel 1916 sulla base di un progetto redatto dal professor Giuseppe Castellucci e su commissione del proprietario Giuseppe Redi con il contributo del Governo e del Comune di Firenze, che vide tra l'altro il recupero della facciata graffita (nascosta sotto più mani di tinteggiatura) per le cure dei pittori decoratori Guido Novelli e Vittorio Camiciotti: alle ampie integrazioni fece seguito la ricollocazione di tutta una serie di ferri da facciata come presumibilmente dovevano esserci in antico. 
Un più recente ed esemplare intervento (Daniela Valentini, 2004) è tornato a consolidare tutta la decorazione e a integrare le lacune utilizzando l'antica tecnica del graffito, ma differenziando l'intervento moderno con l'uso di sabbia di granulometria diversa, in modo da renderlo leggibile a distanza ravvicinata. Attualmente l'edificio si presenta in tutta la sua bellezza, gratificato dalla posizione appartata e da quel poco di verde che i paraggi offrono. 
La facciata è organizzata su tre piani e sette assi, con finestre ad arco poggiate su ricorsi in pietra. Al piano terreno è, in corrispondenza del quinto asse, il portone rustico, affiancato da una serie di finestre con cornici in pietra lisce, aggiunte posteriormente, presumibilmente nel Seicento. La decorazione a graffito, eseguita poco dopo il 1452, finge filari di pietre squadrate e, sotto ai ricorsi, si arricchisce di fasce con fiori, frutti, tralci di foglie e nastri svolazzanti, poggianti su un'ulteriore fascia con mensole in prospettiva (in questo recuperando un motivo già trecentesco). 
Attualmente l'edificio è sede della Associazione Sandro Pertini, della Fondazione di Studi Storici Filippo Turati, della Federazione Regionale Toscana Associazioni Antifasciste e della Resistenza, della Associazione Nazionale Partigiani d'Italia (comitato provinciale e regionale), di ANED (Associazione Nazionale Ex Deportati) sezione di Firenze.